# 평택시
평택시(平澤市)는 대한민국 경기도 서남부에 있는 시이다. 1995년 5월 10일, 송탄시와 평택시, 평택군을 통폐합하여 도농복합형태의 평택시가 출범하였다. 동쪽은 안성시와 용인시, 북쪽은 오산시, 화성시와 접하고, 남쪽은 아산만을 경계로 남쪽으로 충청남도 아산시, 천안시, 당진시와 경계를 이룬다. 행정구역은 4읍 5면 15동이다.
「시청」은 비전동에 있다. 평택시는 크게 남부, 북부, 서부의 3개 권역으로 나눌 수 있는데, 북부 3면·7동(옛 송탄시,옛 안성시 지역 등)의 민원을 담당하는 송탄출장소가 서정동에, 서부 3읍·2면의 민원을 담당하는 안중출장소가 안중읍에 각각 설치되어 있다.

## 역사
- 조선시대에 현재 평택시의 동부(평택·송탄 시내 동지역과 진위·서탄·고덕면)는 충청도 진위현(진위군)에, 서부(포승·안중읍과 청북·오성·현덕면)는 경기도 수원유수부(수원군)에 속해 있었고, 현재의 팽성읍과 고덕면 남쪽 일부는 충청도 평택현(평택군)에 속하였다.
- 1895년 6월 23일(음력 윤5월 1일): 23부제 실시로 충청도 진위군·평택군은 공주부에, 경기도 수원군은 인천부에 속하였다.[2]
- 1896년 8월 4일 : 13도제 실시로 공주부 진위군, 인천부 수원군은 경기도에, 공주부 평택군은 충청남도에 속하였다.[3]
- 1914년 4월 1일 : 경기도 진위군을 중심으로 경기도 수원군 남부 지역과 충청남도 평택군을 통폐합하여 경기도 진위군으로 개편하였다.[4](11면)

| 당시 행정구역                                                                      |
| ---------------------------------------------------------------------------------- |
| 북면, 서탄면, 송탄면, 고덕면, 병남면, 청북면, 포승면, 현덕면, 오성면, 부용면, 서면 |

- 1926년 : 진위군청을 북면에서 병남면으로 이전하였다.
- 1931년 4월 1일 : 병남면이 평택면으로 개칭되었다.
- 1934년 4월 1일 : 부용면과 서면이 팽성면으로 합면하였다.(10면)
- 1938년 10월 1일 : 진위군이 평택군으로 개칭되었다.[5] 평택면이 평택읍으로 승격하였다.[6](1읍 9면)
- 1948년 8월 1일 : 북면이 진위면으로 개칭되었다.
- 1963년 1월 1일 : 송탄면이 송탄읍으로 승격하였다.[7](2읍 8면)
- 1979년 5월 1일 : 팽성면이 팽성읍으로 승격하였다.[8](3읍 7면)
- 1981년 7월 1일 : 송탄읍이 송탄시로 승격하여 평택군에서 분리되었다.[9](평택군 2읍 7면, 송탄시 8동)
- 1983년 2월 15일 :공화국 시절 안성군 원곡면 용이리·죽백리·청용리·월곡리와 안성군 공도면 소사리가 주민의겸 수렴없이 및 동의 없이 평택군 평택읍으로 편입되었다.[10]
- 1983년 2월 15일 :같은 날 마찬가지로 용인 주민들의 의견 수렴 및 동의 없이 용인군 남사면 진목리와 봉명리'가 평택군으로 편입되었다.
- 1986년 1월 1일 : 안성과 용인의 세수와 땅을 갖고 평택읍이 평택시로 승격하여 평택군에서 분리되었다.[11][12](평택군 1읍 7면, 송탄시 8동, 평택시 6동)
- 1987년 1월1일 : 화성군 양감면 고렴리'가 화성주민의 의견수렴 및 동의 없이 평택시로 편입 되었다.
- 1987년 7월 1일 : 안중출장소가 설치되었다(당시 평택군청은 평택시 관할 구역내에 소재하였다.).
- 1989년 4월 1일 : 안중출장소 관할 일부가 안중면으로 승격하였다.(평택군 1읍 8면, 송탄시 8동, 평택시 6동)
- 1995년 4월 20일 : 진위면 갈곶리, 고현리, 청호리 각 일부가 오산시에 편입되었다.[13]
- 1995년 5월 10일 : 송탄시, 평택시, 평택군이 도농복합시인 평택시로 통합되었다.[14](1읍 8면 14동)
- 1996년 4월 19일 : 동부동이 송탄동으로 개칭되었다.[15]
- 1998년 10월 1일 : 도원동이 송탄동에 합동되었다.[16](1읍 8면 13동)
- 2002년 11월 5일 : 안중면이 안중읍으로 승격하였다.[17] (2읍 7면 13동)
- 2006년 12월 29일 : 포승면이 포승읍으로 승격하였다.[18](3읍 6면 13동)
- 2016년 7월 28일 : 청북면이 청북읍으로 승격되었다.(4읍 5면 13동)
- 2019년 4월 11일 : 평택시의 주민등록 인구가 50만 명을 넘었다.
- 2019년 9월 30일: 비전2동에서 용이동을 분동하였다.(4읍 5면 14동)
- 2021년 10월 25일: 비전1동에서 동삭동을 분동하였다.(4읍 5면 15동)
- 2021년 11월 15일: 고덕면 여염리·율포리·좌교리·해창리 일부가 고덕동으로 변경되었다.(4읍 5면 16동)

## 지리와 언어
평택시는 경기도의 남단에 위치하며, 동쪽은 안성시에 남쪽은 충청남도 천안시, 아산시에 접하며, 서쪽은 아산만, 서북은 화성시, 동북은 오산시, 용인시에 접하고 있다. 동서간으로 33.4 km이며, 남북으로 32.9 km의 길이이다.
지질은 주로 화강편마암으로 되어 있다. 기반암은 주로 화강암이며 하천 연변에는 충적층이 형성되어 있다. 대부분 침식평야와 충적평야로서 전 지역이 고도 64미터 이하이다. 시 동북부는 대체로 구릉이 많으며 무봉산·천덕산·부산 등의 비교적 높은 산이 솟아 있고, 서남쪽으로 갈수록 낮다. 남부는 동쪽 안성시와 북쪽 화성시 지역으로부터 각각 흘러내려오는 안성천과 황구지천이 아산만으로 흐른다. 연안은 광막한 평야로 경기의 곡창을 이루고, 서부는 다소 구릉의 기복이 있으나 높은 산은 없다.
언어는 경기도 지역이나, 역사적으로 보면 일제 강점기 전까지는 충청남도 진위군, 평택군에 속해 있었으므로 충청 방언을 사용한다.

### 기후
평균 해발고도가 낮기 때문에 1월 평균 기온은 -4.5 °C로, 경기도에서 가장 따뜻하며 8월 평균 기온은 26.4 °C로 경기도에서 가장 덥다. 연평균 강수량은 1,100mm, 7월 평균 강수량은 283.4mm, 8월 평균 강수량은 207.3mm로 평균 강수량이 경기도에서 가장 적은데 이는 지형성 강우가 다른 지역에 비해서 적기 때문이다.

## 행정 구역

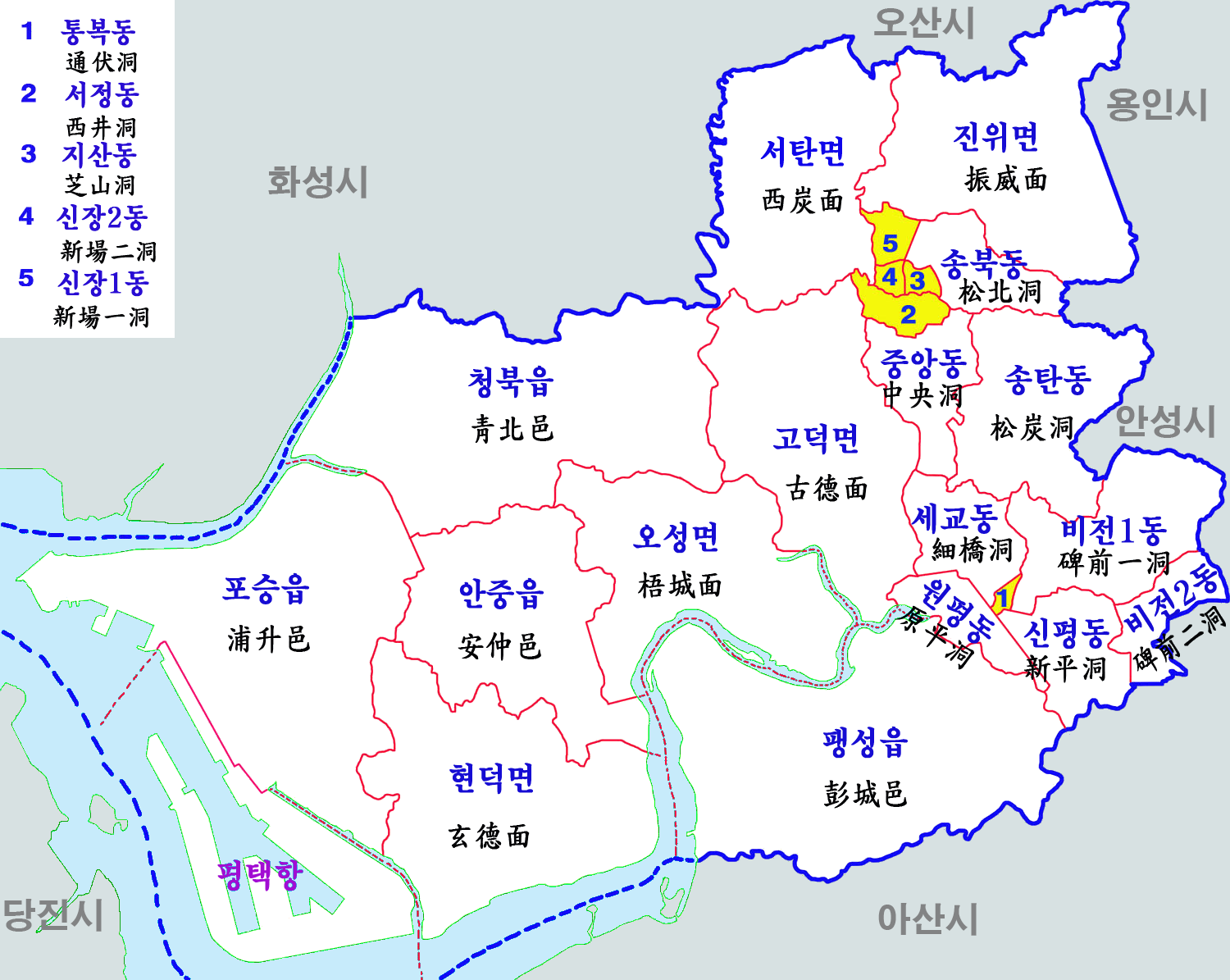
평택시 행정구역 (2016.07.27 기준)

평택시의 행정 구역은 4읍 5면 16동으로 구성되어 있으며, 북부에는 송탄출장소를, 서부에는 안중출장소를 각각 두고 있다.
평택시의 면적은 458.12 km2이고, 인구는 575,032명(남 310,038, 여 273,994), 269,403가구이다.
| 읍·면·행정동 | 한자    | 면적 (km2) | 세대    | 인구 (명) |
| ------------ | ------- | ---------- | ------- | --------- |
| 팽성읍       | 彭城邑  | 56.53      | 16,147  | 29,018    |
| 안중읍       | 安仲邑  | 28.47      | 19,374  | 43,678    |
| 포승읍       | 浦升邑  | 60.46      | 14,149  | 24,601    |
| 청북읍       | 靑北邑  | 52.56      | 11,302  | 27,249    |
| 진위면       | 振威面  | 34.01      | 6,151   | 11,415    |
| 서탄면       | 西炭面  | 28.63      | 1,990   | 3,618     |
| 고덕면       | 古德面  | 21.49      | 6,386   | 13,293    |
| 오성면       | 梧城面  | 32.50      | 3,314   | 6,640     |
| 현덕면       | 玄德面  | 45.89      | 2,697   | 4,968     |
| 고덕동       | 古德洞  | 16.65      | 12,383  | 27,257    |
| 중앙동       | 中央洞  | 8.14       | 21,320  | 44,291    |
| 서정동       | 西井洞  | 2.55       | 12,737  | 24,809    |
| 송탄동       | 松炭洞  | 20.33      | 9,639   | 22,297    |
| 지산동       | 芝山洞  | 0.66       | 7,686   | 12,934    |
| 송북동       | 松北洞  | 7.16       | 9,590   | 21,972    |
| 신장1동      | 新場1洞 | 1.58       | 3,916   | 7,142     |
| 신장2동      | 新場2洞 | 0.69       | 3,262   | 5,305     |
| 신평동       | 新平洞  | 6.45       | 12,396  | 22,061    |
| 원평동       | 原平洞  | 5.02       | 7,075   | 13,409    |
| 통복동       | 通伏洞  | 0.36       | 2,417   | 3,989     |
| 비전1동      | 碑前1洞 | -          | 21,696  | 51,683    |
| 비전2동      | 碑前2洞 | 6.97       | 22,746  | 57,006    |
| 용이동       | 龍耳洞  | 2.64       | 11,045  | 25,920    |
| 동삭동       | 東朔洞  | -          | 15,982  | 37,613    |
| 세교동       | 細橋洞  | 7.96       | 14,003  | 32,864    |
| 평택시       | 平澤市  | 458.13     | 269,403 | 575,032   |

 * 인구·세대, 주민등록 기준, 면적은 2022년 9월 30일 기준

## 인구
2010년 12월 말을 기준으로 평택시는 0~14세 인구가 19.3%, 65세 이상 인구가 9.6%를 차지한다. 생산연령 층인 15~64세 인구는 71.1%를 차지하여 전국 평균(72.8%)보다 비율이 낮고, 유소년인구부양비는 27.1%로 전국 평균(22.8%)보다 높고, 노년인구부양비는 13.6%로 전국 평균(14.5%)보다 낮다. 여자 인구 100명 당 남자 인구를 나타내는 성비는 104로 남자가 다소 많다.
2007년 6월에 인구가 40만명을 돌파했으며, 이후 꾸준히 인구가 늘어 2015년 12월에 46만명을 넘어섰으며 2019년 5월 50만명을 돌파했다.
2021년 12월 564,288명 돌파했다.
2022년 1월 기준 전국에서 외국인이 7번째로 많은 지역이다.
2024년 8월 기준 인구 59만명이다.
(송탄시 인구와 안성시의 5개 법정리[소사,용이,죽백,월곡,청룡]의 인구를 제외하면 평택시 자체 인구는 20만명 정도이다.)
- 평택시의 연도별 인구 추이[24]

| 연도   | 총인구    |  | 비고                                            |
| ------ | --------- |  | ----------------------------------------------- |
| 1949년 | 101,307명 |  | 평택군                                          |
| 1955년 | 120,021명 |  | 평택군                                          |
| 1960년 | 155,879명 |  | 평택군                                          |
| 1966년 | 188,863명 |  | 평택군                                          |
| 1970년 | 199,700명 |  | 평택군                                          |
| 1975년 | 225,077명 |  | 평택군                                          |
| 1980년 | 234,356명 |  | 평택군                                          |
| 1985년 | 246,870명 |  | 평택군(180,513), 송탄시(66,357)                 |
| 1990년 | 271,826명 |  | 평택군(115,229), 평택시(79,152), 송탄시(77,445) |
| 1995년 | 312,927명 |  | 평택시                                          |
| 2000년 | 345,306명 |  | 평택시                                          |
| 2005년 | 378,438명 |  | 평택시                                          |
| 2010년 | 388,508명 |  | 평택시                                          |
| 2015년 | 457,873명 |  | 평택시                                          |
| 2019년 | 521,172명 |  | 평택시                                          |
| 2020년 | 537,307명 |  | 평택시                                          |
| 2021년 | 564,288명 |  | 평택시                                          |

## 산업

### 지역내 총생산
평택시의 2012년 지역 내 총생산은 59조 3,034억원으로 경기도 지역내 총생산의 8.2%를 차지하고 있다. 이 중 농림어업(1차산업)은 5,339억원으로 비중이 낮고 광업 및 제조업(2차산업)은 46조 2,328억원으로 78%의 비중을 차지한다. 상업 및 서비스(3차산업)은 12조 5,367억원으로 21.1%의 비중을 차지한다. 3차산업 부문에서는 최근 대규모 산업단지 건설로 인하여 건설업(3.1%)과 도매 및 소매업(2.5%), 사업 서비스업(2.1%)과 전기, 가스, 증기 및 수도사업(2%)이 큰 비중을 차지하고 있다.

### 산업별 종사자 현황
2014년 평택시 산업의 총종사자 수는 195,771명으로 경기도 총 종사자 수의 4.4%를 차지하고 있다. 이 중 농림어업(1차산업)은 406명으로 비중이 낮고 광업 및 제조업(2차산업)은 78,129명으로 39.9%를 차지하고 상업 및 서비스업(3차산업)은 117,236명으로 59.9%를 차지한다. 2차 산업은 경기도 전체 비중(27.1%)보다 높고 3차 산업은 경기도 전체 비중(72.9%)보다 낮다. 3차산업 부문에서는 도소매업(11.3%), 숙박 및 음식업(9.2%)과 사업 서비스업(6.4%), 운수업(5.8%), 교육서비스업(5.8%)이 큰 비중을 차지하고 있다.

### 특산물
- 평택쌀
- 평택배
- 평택 노각 오이

3가지 특산물이 있지만 쌀은 안성 소사리에서 재배하는 쌀이며, 배는 안성 원곡에서 재배하는 배이다.

## 교통

### 철도
경부선 철도가 남북으로 관통하고 있으며, 각 역에는 수도권 전철이 운행하며, 서정리역, 평택지제역, 평택역에서는 간선 열차를 이용할 수 있다.
- 한국철도공사
  - 경부선(● 수도권 전철 1호선)
(오산시) ← 진위역 - 송탄역 - 서정리역 - 평택지제역 - 평택역 → (충청남도 천안시)
  - 서해선
(화성시) ← 안중역 → (충청남도 아산시)
- SR
  - 수서평택고속선 (수서고속철도)
  - (화성시) ← 평택지제역 → (충청남도 아산시)

### 버스
- 시내버스 : 평택시의 시내버스, 평택시의 마을버스
- 시외버스 : 평택고속버스터미널, 평택시외버스터미널, 송탄시외버스터미널, 안중시외버스터미널, 평택대시외버스정류장

### 도로
고속도로
- 서해안고속도로 : 서평택 나들목, 서평택 분기점
- 익산평택고속도로 : 평택호 나들목, 현덕 분기점, 안중 나들목
- 익산평택고속도로지선 : 현덕 분기점, 포승 나들목, 포승 분기점
- 평택제천고속도로 : 서평택 분기점, 청북 나들목, 평택 분기점, 평택고덕 나들목
- 평택파주고속도로 : 오성 나들목, 평택 분기점, 어연 나들목
- 평택시흥고속도로 : 서평택 분기점

국도
- 국도 제1호선, 국도 제38호선, 국도 제39호선, 국도 제43호선, 국도 제45호선, 국도 제77호선, 국도 제82호선

지방도
- 국가지원지방도 : 국가지원지방도 제82호선
- 지방도 : 지방도 제302호선, 지방도 제306호선, 지방도 제309호선, 지방도 제310호선, 지방도 제313호선, 지방도 제314호선, 지방도 제315호선, 지방도 제317호선, 지방도 제321호선

### 여객선
- 평택당진항 국제여객터미널에서 중화인민공화국을 가는 국제여객선이 운항 중이다. 항로는 웨이하이시, 롄윈강시, 룽청시, 르자오시 등이 있다. 다만 이들 노선 대다수는 코로나19 범유행 이슈로 인하여 현재는 화물선만 운항하게 된다. 인천항과 비슷한 이유가 있다.

## 주요 시설
- 평택당진항
- 해군 제2함대 사령부의 모항
- 주한 미군 험프리 기지
- 주한 미군 오산공군기지
- 평택지방해양항만청
- 평택해양경찰서
- 경기평택항만공사
- LG전자 평택캠퍼스
- 삼성반도체 평택캠퍼스
- KG모빌리티 평택공장
- 오뚜기 평택공장
- 금호타이어 평택공장
- 경동나비엔 평택공장
- 롯데웰푸드 평택공장
- 매일유업 평택공장
- 광동제약 평택공장
- AK플라자 평택점
- 뉴코아아울렛 평택점
- 홈플러스 송탄점
- 홈플러스 평택안중점
- 이마트 평택점
- 롯데마트 평택점

## 교육 기관
평택시는 원래 대학이 한개도 없는 지역이다.
- 국공립대학교

|  | - 한경국립대학교 평택캠퍼스(송탄)본교는 안성시에 있으며 평택캠퍼스는 장애인 특성화 대학이다. |

- 사립대학교

|  | - 평택대학교 안성시의 피아선신학대학교의 교명을 평택대학교로 변경 |

- 사립전문대학

|  | - 국제대학교(송탄) |

- 고등학교

|  | - 경기물류고등학교 - 동일공업고등학교 - 라온고등학교 - 비전고등학교 - 송탄고등학교 - 신한고등학교 - 안중고등학교 | - 은혜고등학교 - 이충고등학교 - 진위고등학교 - 청담고등학교 - 청북고등학교 - 태광고등학교 - 평택고등학교 | - 평택기계공업고등학교 - 평택여자고등학교 - 한광고등학교 - 한광여자고등학교 - 한국관광고등학교 - 현화고등학교 - 효명고등학교 |

- 중학교

|  | - 도곡중학교 - 라온중학교 - 비전중학교 - 세교중학교 - 송탄중학교 - 신한중학교 | - 안일중학교 - 안중중학교 - 오성중학교 - 은혜중학교 - 이충중학교 - 장당중학교 | - 진위중학교 - 청담중학교 - 청북중학교 - 청옥중학교 - 태광중학교 - 평택여자중학교 | - 평택중학교 - 포승중학교 - 한광여자중학교 - 한광중학교 - 현화중학교 - 효명중학교 |

- 초등학교

|  | - 가내초등학교 - 가사초등학교 - 갈곶초등학교 - 계성초등학교 - 고덕초등학교 - 군문초등학교 - 내기초등학교 - 내기초등학교 신영분교 - 덕동초등학교 - 동삭초등학교 - 반지초등학교 - 복창초등학교 - 부용초등학교 - 비전초등학교 - 삼덕초등학교 | - 서정리초등학교 - 서탄초등학교 - 서탄초등학교 내수분교 - 세교초등학교 - 세아초등학교 - 소사벌초등학교 - 송북초등학교 - 송신초등학교 - 송일초등학교 - 송탄초등학교 - 송현초등학교 - 안중초등학교 - 어연초등학교 - 오성초등학교 - 용이초등학교 - 용죽초등학교 - 원정초등학교 | - 이충초등학교 - 자란초등학교 - 장당초등학교 - 종덕초등학교 - 죽백초등학교 - 지장초등학교 - 진위초등학교 - 진위초등학교 산대분교 - 창신초등학교 - 청북초등학교 - 청옥초등학교 - 팽성초등학교 - 평일초등학교 - 평택도곡초등학교 - 평택성동초등학교 | - 평택송화초등학교 - 평택안일초등학교 - 평택이화초등학교 - 평택중앙초등학교 - 평택청아초등학교 - 평택지산초등학교 - 평택초등학교 - 합정초등학교 - 현덕초등학교 - 현덕초등학교 광덕분교 - 현일초등학교 - 현촌초등학교 - 현화초등학교 - 홍원초등학교 - 효덕초등학교 |

## 문화·관광
- 평택호 관광단지
- 송탄관광특구
- 진위천시민유원지
- 웃다리문화촌

지난 2000년 폐교됐던 구. 서탄초등학교 금각분교를 평택시민과 수도권 주민들을 위한 문화예술 체험학습장으로 단장해 운영하고 있고 8개교실과 창고를 개조해 회화. 도예, 목공예, 석화공예, 웃다리박물관 등의 시설을 갖추었으며, 전문 문화예술인들이 창작활동을 하면서 일반 시민들을 위한 강좌와 체험학습을 진행한다.
- 지영희국악관
- 농업박물관

1층 농경유물 역사관에는 계절별 농기구 및 생활소품 등 총 11종 160여점의 농경생활유물 전시, 평택농악(1985년, 중요무형문화재 제11-나호) 디오라마, 한 해 동안 농가에서 해야 할 일들을 그림으로 표현해 놓은 농가월령가를, 2층 세계농업과 평택농업의 미래 전시관에는 평택쌀과 배의 역사 및 품종별 전시 및 다양한 쌀·배 가공품 전시, 세계농업을 소개하는 멀티큐브, 천연염색으로 만든 오방색 전통직물과 다양한 천연염색염료 나비의 생활사 등을 전시하고, 야외전시장도 마련되어있다.
- 자연테마 식물원

자연테마식물원은 171종 5,200본에 이르는 다양한 식물 및 다양한 볼거리로 연중 운영되고 있으며, 매년 4월말 ~ 5월초 매년 대규모 꽃축제가 개최된다.

### 축제
- 시민건강걷기대회(4월경)
- 평택꽃나들이축제 (4월말~5월 5일)
- 한·미친선 축제 (9~10월경)
- 소사벌예술제 (10월)
- 평택항마라톤대회 (10월경)

## 특이사항
- 쌍용차 사태로 인해 2009년 8월 13일부터 2010년 8월 12일까지 대한민국 첫 고용개발촉진지역으로 지정되었다.

- 2050년 해수면상승으로 수도권에서 가장 많이 물에 잠기는 지역이 된다.

- 전국에서 대구 다음으로 두번째'이자 수도권에서는 아파트 미분양이 가장 많은 1위 지역이다.

- 치안이 좋지 않는 지역 최상위권 중 한 곳이다.

- 서해대교는 평택의 단독 대교가 아닌데 평택시는 충남 당신을 무시하고 평택의 랜드마크처럼 홍보하고 있다.

- 안성평야를 평택평야로, 안성천은 평택강'이라고 왜곡하며 홍보하고 있다.

- 아산호'를 평택호'라고 홍보하고 있다.

## 자매 도시
| 지역 & 국가 | 도시             | 도시                                                |
| ----------- | ---------------- | --------------------------------------------------- |
| 미국        | 앨라배마주       | 모빌                                                |
| 미국        | 워싱턴 D.C.      |                                                     |
| 일본        | 아오모리현       | 아오모리시                                          |
| 일본        | 에히메현         | 마쓰야마시                                          |
| 중국        | 광둥성(广东省)   | 산터우시(汕头市)                                    |
| 중국        | 랴오닝성(辽宁省) | 다롄시(大连市)                                      |
| 중국        | 랴오닝성(辽宁省) | 잉커우시(营口)                                      |
| 중국        | 산둥성(山东省)   | 룽청시(荣成市)                                      |
| 중국        | 산둥성(山东省)   | 르자오시(日照市)                                    |
| 중국        | 산둥성(山东省)   | 옌타이시(烟台市)                                    |
| 중국        | 산둥성(山东省)   | 칭다오시(青岛市)                                    |
| 중국        | 장쑤성(江苏省)   | 롄윈강시(连云港市)                                  |
| 중국        | 저장성(浙江省)   | 닝보시(宁波市)                                      |
| 중국        | 저장성(浙江省)   | 이우시(义乌市)                                      |
| 중국        | 지린성(吉林省)   | 옌볜 조선족 자치주(延边朝鲜族自治州) 룽징시(龙井市) |
| 중국        | 푸젠성(福建省)   | 샤먼시(厦门市)                                      |
| 중국        | 푸젠성(福建省)   | 푸저우시(福州市)                                    |
| 중국        | 허베이성(河北省) | 친황다오시(秦皇岛)                                  |
| 중국        | 톈진시(天津市)   |                                                     |
| 중국        | 상하이시(上海市) | 탕구구(塘沽区)                                      |
| 튀르키예    | 테키르다주       | 테키르다                                            |

## 같이 보기
- 캠프 험프리스
- 송탄
- 대한민국의 설치순 도시 목록
- 대한민국의 지리